# Piletocera rufulalis
Piletocera rufulalis là một loài bướm đêm trong họ Crambidae.